# HMS Ragnar (22)
HMS Ragnar (22) tidigare (5), var en jagare i svenska flottan. Ragnar byggdes av Kockums och sjösattes den 30 maj 1908. Fartyget var baserat på HMS Wale tillsammans med Vidar, Sigurd, Hugin och Munin.
Under andra världskriget lyckades den polska patrullbåten ORP Batory fly undan den tyska invasionen och nådde svenskt territorialvatten nära Gotland. ORP Batory fick skydd från de efterföljande tyskarna av HMS Ragnar och eskorterades till Klintehamn, där besättningen internerades. Tre tulltjänstemän, två civila och reservist som Batory tog ombord från en mindre flyende motorbåt släpptes emellertid. Därefter bogserades Batory av HMS Ragnar till Visby, där patrullbåtens skadade propeller reparerades. I början av november 1939 bogserades Batory av HMS Snapphanen till Vaxholm.